# Portugal nos Jogos Olímpicos de Verão de 1912
Portugal competiu nos Jogos Olímpicos de Verão de 1912 em Estocolmo, na Suécia, entre 6 e 22 de julho de 1912. Estes Jogos Olímpicos marcaram a estreia de Portugal na competição.
Para os Jogos de Estocolmo 1912, participou ua delegação de 6 atletas em 3 modalidades. A par da delegação dos Jogos de Los Angeles de 1932, esta correpondeu na menor delegação portuguesa em Jogos Olímpicos. Esta estreia ficou para a história pela trágica morte de Francisco Lázaro, que sucumbiu com uma insolação por volta do quilómetro trinta da prova de maratona.

## Atletas
A seguir está a lista do número de atletas que participaram nos Jogos.
| Modalidade            | Mulheres | Homens | Total |
| --------------------- | -------- | ------ | ----- |
| Atletismo (Estreante) | 0        | 3      | 3     |
| Esgrima (Estreante)   | 0        | 1      | 1     |
| Lutas (Estreante)     | 0        | 2      | 2     |
| Total                 | 0        | 6      | 6     |

## Atletismo
Três atletas representaram Portugal na estreia olímpica do país. Francisco Lázaro sucumbiu com uma insolação durante a maratona e não terminou a prova. O atleta acabou por morrer na manhã seguinte.

### Evento de pista e estrada
| Atleta                       | Prova    | Eliminatórias | Eliminatórias | Meias-FInais      | Meias-FInais      | Final             | Final             |
| Atleta                       | Prova    | Performance   | Posição       | Performance       | Posição           | Performance       | Posição           |
| ---------------------------- | -------- | ------------- | ------------- | ----------------- | ----------------- | ----------------- | ----------------- |
| António Stromp (Estreante)   | 100m     | ?             | 3º (S5)       | Não se qualificou | Não se qualificou | Não se qualificou | Não se qualificou |
| António Stromp (Estreante)   | 200m     | ?             | 3º (S18)      | Não se qualificou | Não se qualificou | Não se qualificou | Não se qualificou |
| Armando Cortesão (Estreante) | 400m     | ?             | 3º (S3)       | Não se qualificou | Não se qualificou | Não se qualificou | Não se qualificou |
| Armando Cortesão (Estreante) | 800m     | ?             | 2º (S3) Q     | ?                 | 9º (MF2)          | Não se qualificou | Não se qualificou |
| Francisco Lázaro (Estreante) | Maratona |               |               |                   |                   | DNF               | DNF               |

Legenda
| Recorde mundial      | Recorde mundial (World record)               |                       | Recorde africano                      | Recorde africano (African) |                                           | Q | Classificado por posição (Qualified) |
| Recorde olímpico     | Recorde olímpico (Olympic record)            | Recorde da América    | Recorde da América (Americas)         | q                          | Classificado por melhor tempo (Qualified) |   |                                      |
| Melhor marca do ano  | Melhor marca do ano (World leading)          | Recorde asiático      | Recorde asiático (Asian)              | DNS                        | Não largou (Did not start)                |   |                                      |
| Recorde nacional     | Recorde nacional (National record)           | Recorde europeu       | Recorde europeu (European)            | DNF                        | Não terminou (Did not finish)             |   |                                      |
| Recorde pessoal      | Recorde pessoal do atleta (Personal best)    | Recorde da Oceania    | Recorde da Oceania (Oceania)          | DSQ / DQ                   | Desclassificado (Disqualified)            |   |                                      |
| Recorde da temporada | Recorde da temporada do atleta (Season best) | Recorde sul-americano | Recorde sul-americano (South America) | NM                         | Sem marca (No mark)                       |   |                                      |

## Esgrima
Um único atleta representou Portugal na estreia olímpica do país. Fernando Correia foi desclassificado na primeira rodada da competição de Espada.
| Atleta                       | Prova  | 1ª Ronda (Pool C)        | 1ª Ronda (Pool C)     | 1ª Ronda (Pool C)     | 1ª Ronda (Pool C)     | 1ª Ronda (Pool C)     | 1ª Ronda (Pool C)     | 1ª Ronda (Pool C) | Quartos de Final      | Meias Finais          | Final / BM            |
| Atleta                       | Prova  | Adversário/ Resultado    | Adversário/ Resultado | Adversário/ Resultado | Adversário/ Resultado | Adversário/ Resultado | Adversário/ Resultado | Posição           | Adversário/ Resultado | Adversário/ Resultado | Adversário/ Resultado |
| ---------------------------- | ------ | ------------------------ | --------------------- | --------------------- | --------------------- | --------------------- | --------------------- | ----------------- | --------------------- | --------------------- | --------------------- |
| Fernando Correia (Estreante) | Espada | GRE Konstantinos Kotzias | BEL Léon Tom          | AUT Arthur Griez      | NOR Hans Bergsland    | RU1 Vladimir Kayser   | BOH Viliam Tvrzský    | DSQ               | Não se qualificou     | Não se qualificou     | Não se qualificou     |

Legenda
| Recorde mundial      | Recorde mundial (World record)               |                       | Recorde africano                      | Recorde africano (African) |                                           | Q | Classificado por posição (Qualified) |
| Recorde olímpico     | Recorde olímpico (Olympic record)            | Recorde da América    | Recorde da América (Americas)         | q                          | Classificado por melhor tempo (Qualified) |   |                                      |
| Melhor marca do ano  | Melhor marca do ano (World leading)          | Recorde asiático      | Recorde asiático (Asian)              | DNS                        | Não largou (Did not start)                |   |                                      |
| Recorde nacional     | Recorde nacional (National record)           | Recorde europeu       | Recorde europeu (European)            | DNF                        | Não terminou (Did not finish)             |   |                                      |
| Recorde pessoal      | Recorde pessoal do atleta (Personal best)    | Recorde da Oceania    | Recorde da Oceania (Oceania)          | DSQ / DQ                   | Desclassificado (Disqualified)            |   |                                      |
| Recorde da temporada | Recorde da temporada do atleta (Season best) | Recorde sul-americano | Recorde sul-americano (South America) | NM                         | Sem marca (No mark)                       |   |                                      |

## Lutas

### Greco-Romana
A estreia olímpica de Portugal incluiu dois lutadores. Ambos perderam sua primeira luta, venceram a segunda e perderam a terceira ficando eliminados.
| Atleta                      | Prova                   | 1ª Ronda                | 2ª Ronda               | 3ª Ronda                   | 4ª Ronda              | 5ª Ronda              | 6ª Ronda              | 7ª Ronda              | Final                        | Final                        | Final                        | Final   |
| Atleta                      | Prova                   | Adversário/ Resultado   | Adversário/ Resultado  | Adversário/ Resultado      | Adversário/ Resultado | Adversário/ Resultado | Adversário/ Resultado | Adversário/ Resultado | Luta A Adversário/ Resultado | Luta B Adversário/ Resultado | Luta C Adversário/ Resultado | Posição |
| --------------------------- | ----------------------- | ----------------------- | ---------------------- | -------------------------- | --------------------- | --------------------- | --------------------- | --------------------- | ---------------------------- | ---------------------------- | ---------------------------- | ------- |
| António Pereira (Estreante) | Greco-Romana Peso Pena  | FIN Lauri Haapanen D    | GBR George MacKenzie V | SWE Carl-Georg Andersson D | Não se qualificou     | Não se qualificou     | Não se qualificou     | Não se qualificou     | Não se qualificou            | Não se qualificou            | Não se qualificou            | 18º     |
| Joaquim Victal (Estreante)  | Greco-Romana Peso Médio | ITA Zavirre Carcereri D | FRA Adrien Barrier V   | FIN Alfred Asikainen D     | Não se qualificou     | Não se qualificou     | Não se qualificou     | Não se qualificou     | Não se qualificou            | Não se qualificou            | Não se qualificou            | 19º     |

Legenda
| Recorde mundial      | Recorde mundial (World record)               |                       | Recorde africano                      | Recorde africano (African) |                                           | Q | Classificado por posição (Qualified) |
| Recorde olímpico     | Recorde olímpico (Olympic record)            | Recorde da América    | Recorde da América (Americas)         | q                          | Classificado por melhor tempo (Qualified) |   |                                      |
| Melhor marca do ano  | Melhor marca do ano (World leading)          | Recorde asiático      | Recorde asiático (Asian)              | DNS                        | Não largou (Did not start)                |   |                                      |
| Recorde nacional     | Recorde nacional (National record)           | Recorde europeu       | Recorde europeu (European)            | DNF                        | Não terminou (Did not finish)             |   |                                      |
| Recorde pessoal      | Recorde pessoal do atleta (Personal best)    | Recorde da Oceania    | Recorde da Oceania (Oceania)          | DSQ / DQ                   | Desclassificado (Disqualified)            |   |                                      |
| Recorde da temporada | Recorde da temporada do atleta (Season best) | Recorde sul-americano | Recorde sul-americano (South America) | NM                         | Sem marca (No mark)                       |   |                                      |